# Caprimulgus fossii
El chotacabras de Fosse o chotacabra de Mozambique (Caprimulgus fossii) es una especie de ave de la familia Caprimulgidae, orden Caprimulgiforme, que vive en África.

## Subespecies y distribución
- Caprimulgus fossii fossii (Hartlaub, 1857). Vive en el norte y suroeste de Gabón y suroeste de la República Democrática del Congo.
- Caprimulgus fossii welwitschii (Bocage, 1867). Habita en el sur de la República Democrática del Congo, norte y oeste de Zambia, en Angola y en el norte de Namibia y Botsuana.
- Caprimulgus fossii  mossambicus (Peters, 1868). Habita en el sureste de la República Democrática del Congo, en el sur de Tanzania y Zimbabue, en Mozambique y noreste de la República Sudafricana.
- Caprimulgus fossii griseoplurus (Clancey, 1965). Vive en el desierto de Kalahari y en el extremo norte de la República Sudafricana.[4]

## Hábitat
Vive en zonas de arbolado disperso, bosques de matorral, praderas herbáceas o arboladas, bosques de mopane y zonas desérticas arenosas.

## Descripción
Mide entre 23 y 24 cm de longitud y su peso varía entre los 54 y los 68 gr, siendo el macho ligeramente menor que la hembra. Presenta dimorfismo sexual y su plumaje es críptico, de tonos pardos grisáceos con manchas blanco grisáceo en su parte superior

## Alimentación
Se alimenta de insectos.